# 扎莫希奇猶太會堂

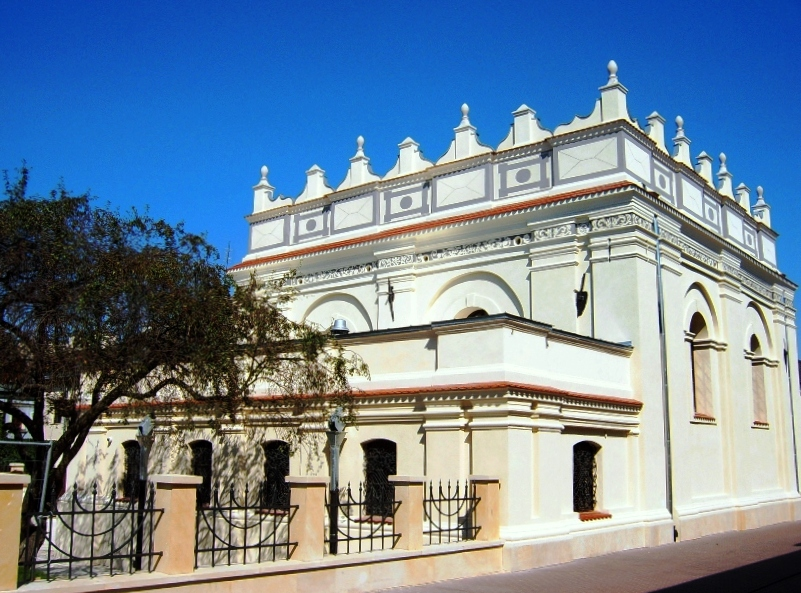

扎莫希奇猶太會堂（波蘭語：Synagoga Dawna w Zamościu）是波蘭的一座猶太會堂，修建於1610年至1619年。猶太人最初在扎莫希奇定居是在1588年。這座猶太會堂被列入世界文化遺產。在第二次世界大戰期間，這座建築曾被納粹改作為木工的工作室。

## 外部連結
- Computer simulation of the synagogue renovation project （页面存档备份，存于）
- "Have You Killed and Also Taken Possession" （页面存档备份，存于） Eva Bar-Ze'ev, May 2001.

50°43′05″N 23°15′14″E / 50.718°N 23.254°E